# 雪地圣母圣殿 (埃尔讷古勒姆)
雪地圣母圣殿（Basilica of Our Lady of Snow）是一座 罗马天主教宗座圣殿，位于印度喀拉拉邦埃尔讷古勒姆附近的Pallippuram。
该堂已有500年历史，创建于1503年葡萄牙人开埠之初。

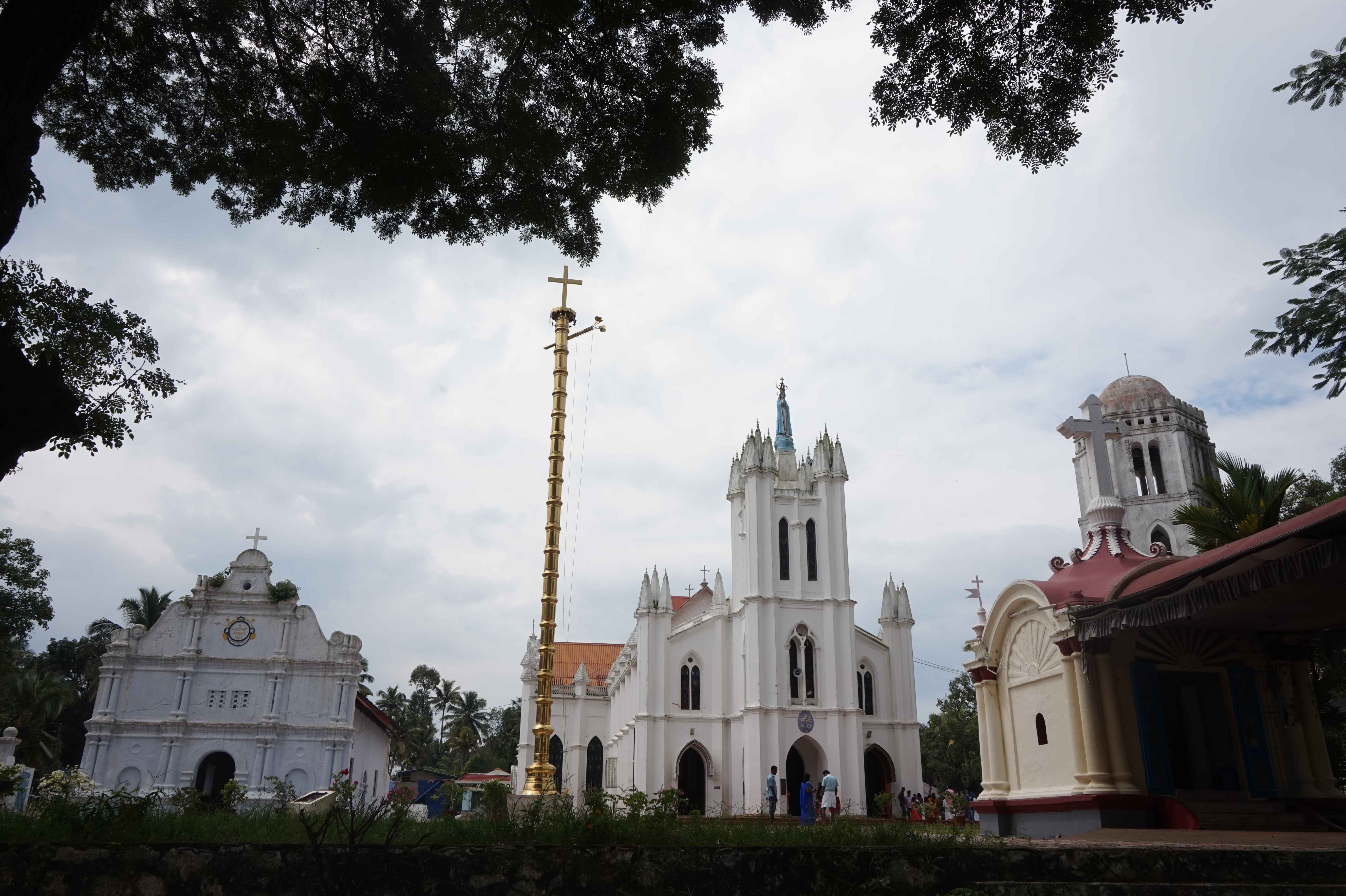

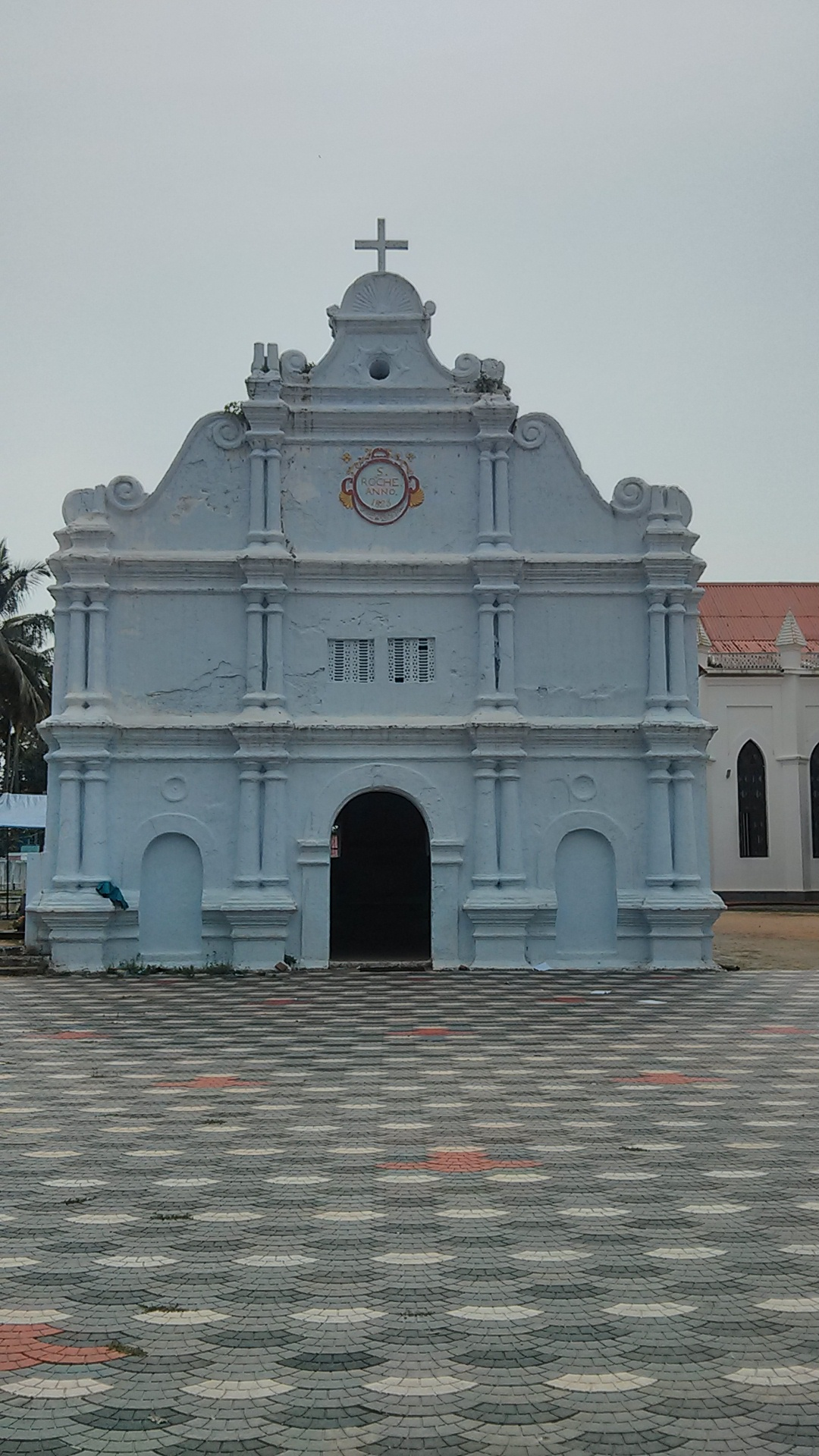

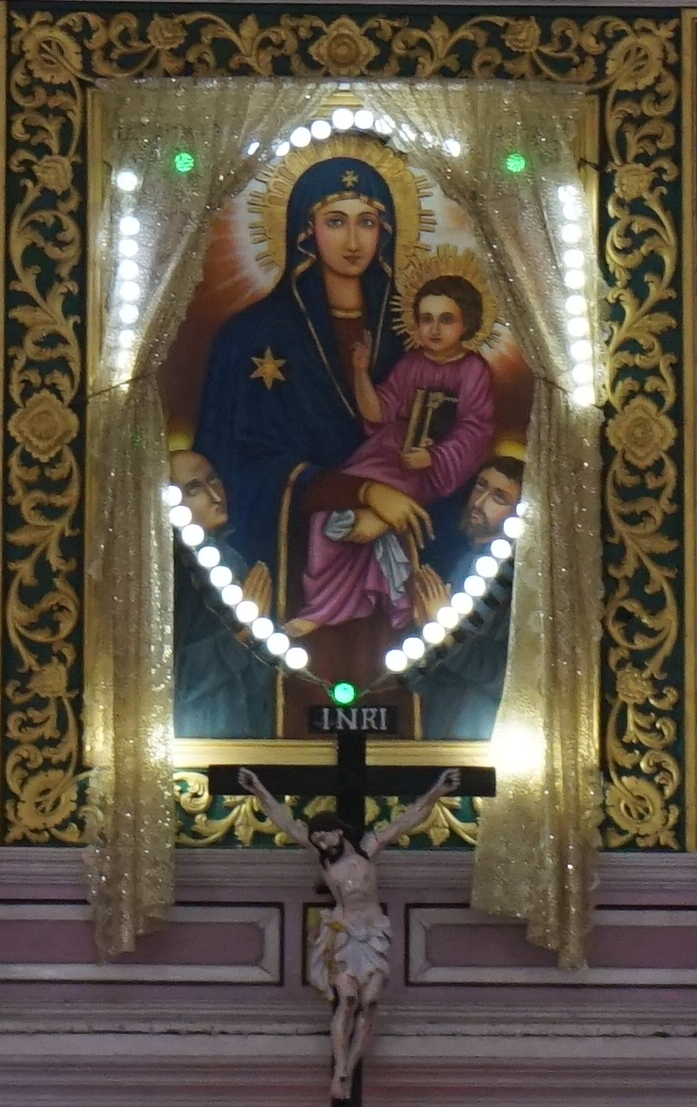

2012年8月27日，教宗本笃十六世将该堂升格为宗座圣殿。这是印度的第20个宗座圣殿，也是克拉拉邦的第8个宗座圣殿。
每年8月5日，该堂庆祝雪地圣母瞻礼，庆祝从7月30日晚上开始。8月15日则庆祝圣母升天瞻礼和印度独立日。